# Gloster Gamecock
Die Gloster Gamecock war der letzte Doppeldecker-Abfangjäger, dessen Flugzeugzelle vollständig aus Holz gefertigt war.

## Geschichte
Die Gamecock wurde bis zum Juli 1931 bei fünf verschiedenen Staffeln der Royal Air Force und bei drei Staffeln der finnischen Luftwaffe verwendet. Da dieser Flugzeugtyp sehr wendig war, wurde er auch für Kunstflugvorführungen wie z. B. in Hendon verwendet.
Die Gloster Gamecock wurde, an die Bedürfnisse der Royal Navy angepasst, als Gloster Gambet bezeichnet. Nakajima produzierte die A1N1 als Lizenznachbau der Gloster Gambet von 1929 bis 1935.

## Technische Daten

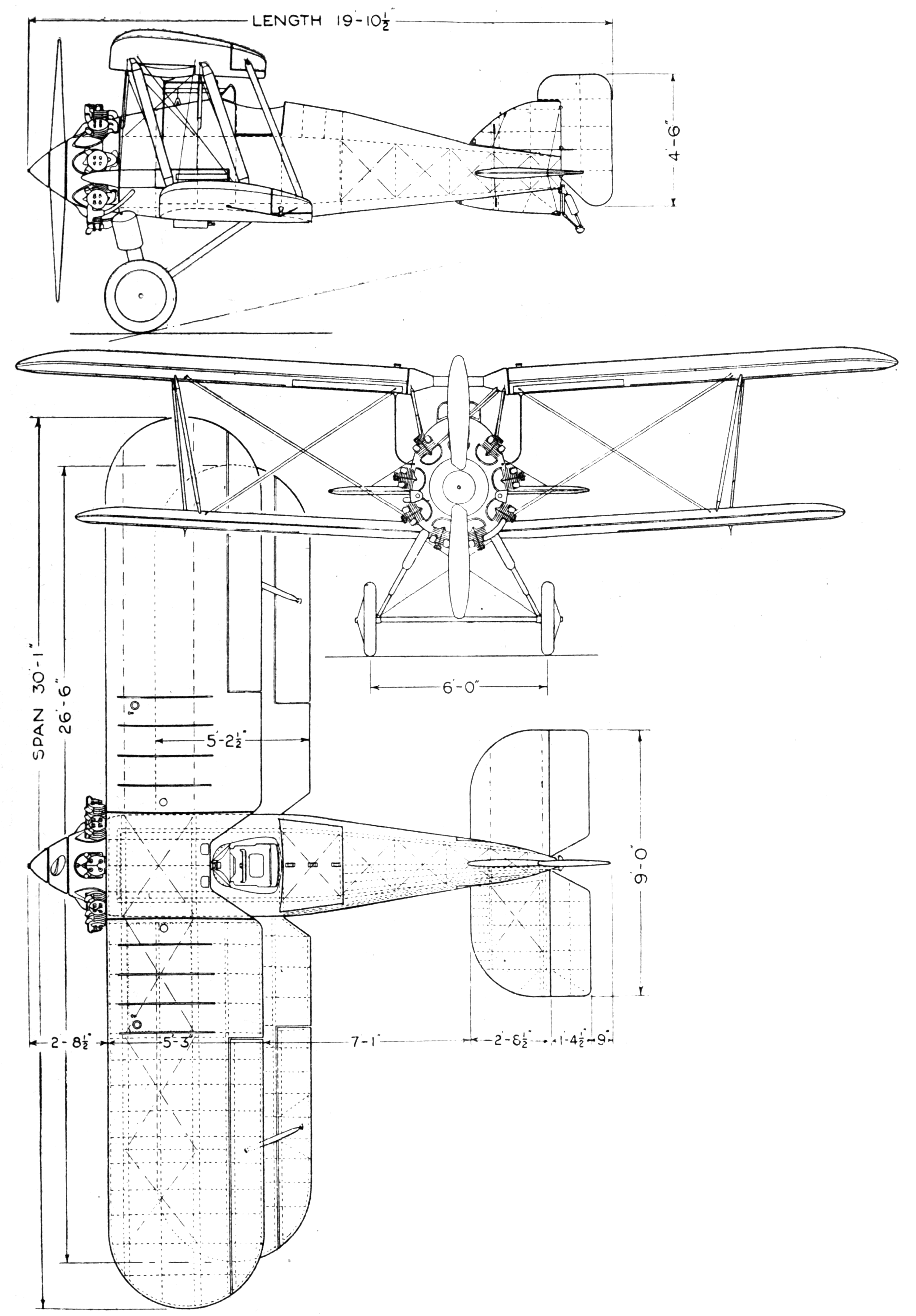
Dreiseitenansicht

| Kenngröße             | Daten der Gamecock Mk.II                                 |
| --------------------- | -------------------------------------------------------- |
| Besatzung             | 1                                                        |
| Länge                 | 6,04 m                                                   |
| Spannweite            | 9,16 m (oben), 8,02 m (unten)                            |
| max. Startmasse       | 1398 kg                                                  |
| Höchstgeschwindigkeit | 252 km/h in 1520 m                                       |
| Dienstgipfelhöhe      | 21.600 ft (6.584 m)                                      |
| Reichweite            | 418 km                                                   |
| Triebwerk             | ein Bristol-Jupiter-VII-Sternmotor; 425 PS (313 kW)      |
| Bewaffnung            | 2 synchronisierte 7,7-mm-Vickers-Maschinengewehre im Bug |

## Zwischenfälle
In der Nutzungszeit dieses Flugzeugtyps gab es 20 Unfälle mit insgesamt 19 Toten.